# 下奥明美
下奥 明美（しもおく あけみ）は、日本の女性声優。

## 出演

### テレビアニメ
1984年
- うる星やつら

1986年
- めぞん一刻

### 吹き替え
1986年
- 不思議の国のアリス